# François Maranda
Pour les articles homonymes, voir Maranda.
François Maranda, né à Québec le 29 novembre 1975, est un concepteur, comédien et animateur canadien surtout connu des québécois pour avoir interprété Jonathan Bleue, chef du Parti Bleue, un parti politique fictif s'étant manifesté lors de la campagne électorale fédérale canadienne de 2004 et ayant comme but de faire mousser les ventes de Labatt Bleue, le plus populaire produit de la brasserie Labatt.

## Études
François Maranda a fait ses études au Cégep de Jonquière en Arts et technologie des médias pendant les années 1990.

## Comédien
Maranda a également interprété des rôles à la télévision, notamment dans Minuit, le soir, Pure laine, Watatatow et KM/H.
Il a rendu hommage à Charles Trenet en 2002 dans un spectacle intitulé Le fou chantait.
Il s'illustre actuellement dans le cadre de l'émission Julien : La Terre à Tremblay sur les ondes de MusiMax. Aux côtés de Julien Tremblay, il interprète des rôles de compositions, en plus de faire des caricatures de personnalités québécoises telles que François Paradis et Daniel Pinard. 
Il fait partie de la troupe Revue et Corrigé mis en scène par Denise Filiatrault en 2015.
Il a fait quelques remplacements à la radio de Radio-Canada dans le cadre de l'émission À la semaine prochaine.

## Animateur
Le monde de Maranda, chronique hebdomadaire à l’émission Les Week-ends de Paul Houde»
, l’humoriste François Maranda interprète quelques personnalités bien connues des Québécois au 98,5 fm depuis 2019
François Maranda a été à la barre de l'émission radio matinale de CIME FM, dans les Laurentides accompagné de Justine Vachon entre 2014 et 2017, après avoir quitté pour se consacrer à son nouveau projet de spectacle d'humour en compagnie de Jean-Marie Corbeil
Il a été animateur sur les ondes de la station de radio montréalaise CKOI-FM.
Dans le passé, il a travaillé au Saguenay-Lac-Saint-Jean pour les stations de radio CJAB (Énergie) et CKRS-FM.
En septembre 2008, il animait l'émission matinale 2 laits, un sucre à TQS.